# Microglanis parahybae
Microglanis parahybae är en fiskart som först beskrevs av Steindachner, 1880.  Microglanis parahybae ingår i släktet Microglanis och familjen Pseudopimelodidae. Inga underarter finns listade i Catalogue of Life.